# Karl Vitulin
Karl Vitulin  (Paris, Francia, 15 de enero de 1991) es un jugador de fútbol francés que juega como mediocampista y su club es el Aiglon du Lamentin de la Liga de Fútbol de Martinica. Nacido en Francia, es internacional con la selección de fútbol de Martinica.

## Carrera

### Clubes
| Club               | País      | Año             |
| ------------------ | --------- | --------------- |
| AS Samaritaine     | Martinica | 2008-2011       |
| Golden Star        | Martinica | 2012-2013       |
| Club Franciscain   | Martinica | 2013-2014       |
| AS Samaritaine     | Martinica | 2014-2022       |
| Aiglon du Lamentin | Martinica | 2022-Actualidad |

### Selección nacional
Hizo su debut con Martinica en 2010. Jugó en las Copas de Oro de Concacaf para Martinica en 2017, 2019 y 2021.